# Marek Herman
Marek Herman, detto Marco (Leopoli, 15 ottobre 1927), è uno scrittore e partigiano polacco naturalizzato israeliano.
Ebreo, superstite dell'Olocausto, fu raccolto piccolo orfano da alcuni soldati italiani e condotto nel 1943 in Italia, dove nel giugno 1944 si unì alla Resistenza italiana per trasferirsi quindi in Israele al termine della guerra. Resoconti delle sue esperienze di bambino dell'Olocausto vengono pubblicati in Italia a più riprese, nel 1956, 1984 e 2004.

## Biografia
Figlio di un povero cappellaio ebreo polacco, Marek Herman nasce a Leopoli nel 1927. È il più grande dei loro quattro figli (due fratelli e due sorelle). L'occupazione sovietica della città nel 1939 avviene senza creare problemi particolari per la famiglia che anzi gode di alcuni miglioramenti, essendo ora entrambi i genitori impiegati in fabbrica. A 13 anni Marek celebra il proprio bar mitzvah.
Con l'occupazione tedesca della città nel giugno 1941 invece la situazione precipita. Approfittando del suo aspetto "ariano", Marek scappa con il fratello dal ghetto di Leopoli. Come tanti altri bambini dell'Olocausto i due fratelli vivono di espedienti in strada, nascondendo la propria identità ebraica, cercando di racimolare cibo da portare clandestinamente alla propria famiglia nel ghetto. Con la sola precaria protezione di una carta di identità intestata a un ragazzo polacco di nome Wladimir Ilkow cui Marek ha sostituito la propria fotografia, il ragazzo riesce a sopravvivere. Nei mesi seguenti tuttavia perde uno ad uno tutti i membri della sua famiglia, arrestati, deportati e uccisi dai nazisti.
Rimasto completamente abbandonato a se stesso, Marek viene "adottato" assieme ad altri piccoli orfani polacchi e russi da un gruppo di soldati italiani, e a fine maggio 1943 li segue in Italia, nella base militare di Udine. Dopo l’8 settembre 1943 viene catturato dai tedeschi assieme a Giovanni Ferro, un alpino italiano che si prendeva cura di lui, ma riesce a fuggire dal treno che li trasportava in Germania e a raggiungere avventurosamente il Canavese per portare, a Canischio, un messaggio alla famiglia dell'alpino deportato.. Accolto come un figlio dalla famiglio Ferro, per interesse del parroco del paese può frequentare per 6 mesi il Collegio dei Salesiani a Cuorgnè, ospite della famiglia Poggio. Tornato a Canischio al termine dell'anno scolastico nel giugno 1944, incontra un gruppo di partigiani cechi, che operano nella zona, e vi si aggrega come traduttore e quindi in azioni di combattimento. Distintosi per il coraggio con il quale affronta le situazioni più rischiose, viene assegnato all'OSG (Office of Strategic Services) e ai servizi radio.
Alla liberazione ritorna in una Polonia sconvolta e ancora contagiata dall'antisemitismo. Vi ritrova i suoi zii che si erano rifugiati in Unione Sovietica all'arrivo delle truppe tedesche. Si impegna nell'aiuto ai numerosi rifugiati ebrei. Torna quindi in Italia, deciso anch'egli a emigrare in Palestina. In Israele partecipa alla Guerra d'Indipendenza del 1948 e vi trascorrerà il resto della sua esistenza. Herman rimane in contatto con i suoi amici italiani e nel dicembre 1961 torna a visitare la famiglia Poggio, e l'alpino Giovanni Ferro e la sua famiglia.
La sua testimonianza è raccolta e resa pubblica già nel 1956 da Piero Malvezzi su Il movimento di Liberazione in Italia 44-45 (set.-nov. 1956). Herman scrive quindi in ebraico un libro di memorie la cui prima parte è pubblicata in Italia nel 1984 a cura di Elio ed Enzio Novascone con una prefazione di Primo Levi. Nel 2004 esce la versione italiana completa per la Giuntina di Firenze.
Il 16 novembre 1995 rilascia una dettagliata testimonianza orale a futura memoria per gli archivi del United States Holocaust Memorial Museum.

## Opere
- Marco Herman, "Un ebreo polacco partigiano in Piemonte", Il movimento di Liberazione in Italia 44-45 (set.-nov. 1956).
- Marco Herman, Diario di un ragazzo ebreo nella seconda guerra mondiale: da Leopoli a Torino, trad. di Leo Brawer (Cuneo: L'arciere, 1984), con una prefazione di Primo Levi.
- Marco Herman, Mehare ha-Alpim ad Yam Suf <ebraico> (Tel Aviv!: Beit lohemey hagytaot: Haqibuz hameuhad, 1985)
  - Edizione inglese: From the Alps to the Red Sea, tr. Judy Grossman (Israele: Ghetto Fighters' Museum, 1985).
  - Edizione italiana: Dalle Alpi al Mar Rosso (Firenze: Giuntina, 2004).